# Manolo de Huelva
Manuel Gómez Vélez (Minas de Riotinto, 16 de noviembre de 1892 - Sevilla, 12 de mayo de 1976), más conocido artísticamente como Manolo de Huelva o el Niño de Huelva, fue un guitarrista flamenco español. A lo largo de su vida llegó a desarrollar una prolífica carrera, actuando por toda España. 

## Biografía
Se inició en Huelva, donde residió desde niño, y apareció ya a los dieciocho años en Sevilla como concertista que alternaba música académica con la flamenca. Fue un guitarrista muy completo porque ya por esa época fue el tocaor preferido de Manuel Torre; Antonio Chacón, que lo distinguió públicamente; de la Niña de los Peines, con la que mantuvo una estrecha relación artística, y de Tomás Pavón. En 1922, fue tocaor oficial del célebre Concurso de Cante Jondo de Granada. En el mismo año actuó en Huelva en un festival junto a Chacón, Manuel Torre, Manolo Caracol y El Gloria, donde interpretó solo varias composiciones a requerimiento del público.
Al año siguiente, en la misma ciudad, volvió a actuar junto a Manuel Torre, Niño Medina y Pepe Marchena. Durante la década de 1930, realizó numerosas giras por España, principalmente con Manuel Vallejo. En los años cuarenta, vivió en Sevilla, frecuentando los cuartos de la Alameda de Hércules acompañando el cante de El Sevillano y Pepe el Culata.
Los años posteriores los vivió en Madrid, actuando en el Figón de Santiago, con una temporada en el tablao Zambra. A finales de la década de 1970 regresó a Sevilla, donde permaneció hasta su muerte. Una de sus últimas actuaciones públicas fue en 1974, en Santander, en el curso de música de la Universidad Menéndez Pelayo en el Palacio de la Magdalena. Puso música con su guitarra a una película de La Argentinita y grabó discos como solista en su juventud; también acompañó en discos a Enrique Orozco, Manuel Centeno, Canalejas de Puerto Real y Manuel Vallejo. La III Bienal de Arte Flamenco Ciudad de Sevilla editó grabaciones que hizo expresamente para Marius de Zayas, junto a otras de Ramón Montoya.
Era conocedor profundo de los cantes y toques antiguos del legendario Paquirri el Guanté, Patiño, Javier Molina, Habichuela, etcétera. A medida que fue haciéndose mayor fue acentuando una extravagancia por la que privó a su estilo de ser más divulgado, reduciendo voluntariamente sus actuaciones a la intimidad de sus admiradores. Todos los cantaores de su tiempo le tuvieron como el acompañante ideal.